# 성낙인
성낙인(成樂寅, 1950년 8월 24일 ~ )은 서울대학교 법대 교수를 지낸 대한민국의 법학자이며, 제26대 서울대학교 총장을 역임했다.

## 출신 학교
- 대구복명초등학교
- 대구중학교
- 경기고등학교
- 서울대학교 법과대학 졸업 (법학사)
- 서울대학교 대학원 법학과 석사과정 졸업, 법학석사 (학위논문명 : 헌법상 경제질서의 연구)
- 서울대학교 대학원 법학과 박사과정 수료
- 프랑스 파리 제2대학교 대학원 국내공법(헌법학) 박사과정 졸업, 법학박사 (학위논문명 : Les Ministres de la Ve Republique Francoaise)

## 주요 경력
- 1980년 ~ 1999년 8월 : 영남대학교 법과대학 교수
- 1991년 3월 ~ 1997년 3월 : 언론중재위원회 위원
- 1996년 4월 ~ 1997년 3월 : 대통령자문 교육개혁위원회 위원
- 1997년 9월 ~ 2005년 2월 : 국무총리행정심판위원회 위원(정보공개전문위원장)
- 1999년 9월 ~ 2014년 7월 : 서울대학교 법과대학/법학대학원 교수
- 2000년 6월 ~ 2002년 6월 : 서울대학교 법과대학 교무담당 부학장 겸 법학부장
- 2001년 3월 ~ 2003년 : 행정자치부 사법시험위원회 위원
- 2001년 10월 ~ 2002년 10월 : 한국헌법학회 부회장
- 2002년 1월 : 한국교원단체총연합회 교권지원지위원회 위원장, 교권옹호위원회 위원장
- 2002년 2월 : 한국언론법학회 부회장
- 2002년 3월 ~ 2004년 2월 : 정보통신부 인터넷주소자원관리법 제정추진위원회 위원장
- 2002년 ~ 2004년 : 서울대학교 교수협의회 이사
- 2002년 7월 : 한국공법학회 부회장
- 2002년 9월 ~ 2003년 3월 : 동아일보 내셔날아젠다위원회 정치·통일·외교분과위원회 위원장
- 2003년 ~ 2004년 : 서울대학교 교수윤리위원회 위원
- 2003년 ~ 2004년 : 서울대학교 대학인사위원회 및 양성평등위원회 위원
- 2004년 3월 : 법무부 사법시험관리위원회 위원
- 2004년 6월 : 서울대학교 법학발전재단 이사장
- 2004년 6월 ~ 2006년 : 서울대학교 법과대학 학장
- 2004년 7월 ~ 2005년 4월 : 대검찰청 인권존중을 위한 수사제도관행개선위원회 위원장
- 2005년 ~ 2007년 : 한국공법학회 회장
- 2005년 5월 ~ 2011년 : 헌법재판소 자문위원
- 2008년 ~ 2010년 : 서울대학교 평의원회 위원
- 2008년 ~ 2010년 : 서울대학교 법인화위원회 거버넌스분과위원장
- 2008년 8월 ~ 2010년 : 국회 헌법연구자문위원회 부위원장
- 2009년 ~ 2012년 : 대법원 대법관후보추천위원회 위원
- 2009년 1월 ~ 2012년 12월 : 한국법학교수회 회장
- 2010년 ~ 2013년 : 국회 공직자윤리위원회 위원장
- 2011년 4월 ~ 2014년 6월 : 초대 콘텐츠분쟁조정위원회 위원장
- 2012년 7월 ~ 2014년 8월 : 제8대 경찰위원회 위원장
- 2013년 : 세계헌법학회 한국지부 회장
- 2014년 7월 ~ 2018년 7월 : 제26대 서울대학교 총장
- 2016년 1월 : 동아시아연구중심대학협의회 의장
- 2018년 7월 ~ 현재 : 서울대학교 법과대학/법학대학원 명예교수
- 2020년 5월 ~ 현재 : 포항지진 피해구제심의위원회 위원장
- 서울대학교 총동창회 고문
- 경남의힘정책포럼 공동대표
- 재단법인 한국전쟁기념재단 이사
- 2023년 4월 ~ 현재 : 미디어·콘텐츠산업융합발전위원회 공동위원장
- 2023년 6월 : 국민의힘 김병욱 국회의원 후원회장

## 수상 경력
- 1989년 : 한국공법학회 학술장려상[1] 본상(헌법부분)
- 2005년 : 대한민국황조근정훈장(대통령)
- 2010년 : 제20회 상허대상 법률부문 대상
- 2012년 : 한국헌법학회 학술상
- 2014년 : 제6회 대한민국법률대상(학술부문)

## 저서
- 《한국헌법연습》(언약, 1997년) ISBN 8978250564
- 《언론정보법》(나남, 1998년) ISBN 8930035744
- 《한국헌법연습》(언약, 1998년) ISBN 8978250912
- 《선거법론》(법문사, 1998년) ISBN 8918010281
- 《헌법연습》(법문사, 2001년) ISBN 8918012462
- 《헌법학》(법문사, 2001년) ISBN 8918012500
- 《헌법학》(법문사, 2002년) ISBN 8918012543
- 《헌법학》(법문사, 2003년) ISBN 8918012586
- 《헌법학 2005》(법문사, 2005년) ISBN 8918012683
- 《헌법학 제6판》(법문사, 2006년) ISBN 891801273X
- 《헌법학 2006》(법문사, 2006년) ISBN 9788918012735
- 《한국법과 세계화》(법문사, 2006년) ※성낙인, 김재형 공저 ISBN 9788918010960
- 《헌법학 2007》(법문사, 2007년) ISBN 8918012799
- 《자금세탁 방지법제론》(경인문화사, 2007년) ※성낙인, 권건보 공저 ISBN 9788949905273
- 《공직선거법과 선거방송심의》(나남, 2007년) ISBN 9788930082457
- 《헌법 실전예상답안(사시 2차 대비)》(고시계사, 2008년) ※성낙인, 김철수 공저 ISBN 9788958221920
- 《헌법학 2008》(법문사, 2008년) ISBN 9788918012834
- 《판례헌법》(법문사, 2008년) ISBN 9788918012872
- 《우리헌법읽기(법과사회 칼럼집)》(법률저널, 2008년) ISBN 9788963361871
- 《개인정보보호법제에 관한 입법평가》(한국법제연구원, 2008년) ISBN 9788983238757
- 《헌법학 2009》(법문사, 2009년) ISBN 9788918012902
- 《판례헌법》(법문사, 2009년) ISBN 9788918012933
- 《헌법학 2010》(법문사, 2010년) ISBN 9788918012964
- 《헌법학 2011》(법문사, 2011년) ISBN 9788918082011
- 《헌법학 입문》(법문사, 2011년) ISBN 9788918082028
- 《대한민국헌법사》(법문사, 2012년) ISBN 9788918082059
- 《헌법소송론》(법문사, 2012년) ※성낙인, 이효원, 권건보, 정철, 박진우 공저 ISBN 9788918082042
- 《헌법학 2012》(법문사, 2012년) ISBN 9788918082103
- 《판례헌법》(법문사, 2012년) ISBN 9788918082127
- 《만화판례헌법 1(헌법과 정치제도)》(법률저널, 2012년) ISBN 9788963361437
- 《헌법학입문》(법문사, 2012년) ISBN 9788918082134
- 《헌법학 2013》(법문사, 2013년) ISBN 9788918082172
- 《만화판례헌법 2(헌법과 기본권)》(법률저널, 2013년) ISBN 9788963361628
- 《헌법학 입문》(법문사, 2013년) ISBN 9788918082196
- 《헌법학 2014》(법문사, 2014년) ISBN 9788918082226
- 《판례헌법》(법문사, 2014년) ISBN 9788918082240
- 《국민을 위한 사법개혁과 법학교육(법과사회 칼럼집)》(법률저널, 2014년) ISBN 9788963361888
- 《헌법학 2015》(법문사, 2015년) ISBN 9788918084701
- 《헌법학 입문》(법문사, 2015년) ISBN 9788918084916
- 《헌법학 2016》(법문사, 2016년) ISBN 9788918090269
- 《헌법학 입문》(법문사, 2016년) ISBN 9788918090535
- 《헌법학 2017》(법문사, 2017년) ISBN 9788918090801
- 《헌법학 입문》(법문사, 2017년) ISBN 9788918091136
- 《헌법과 생활법치》(세창출판사, 2017년) ISBN 9788984117136